# Massé

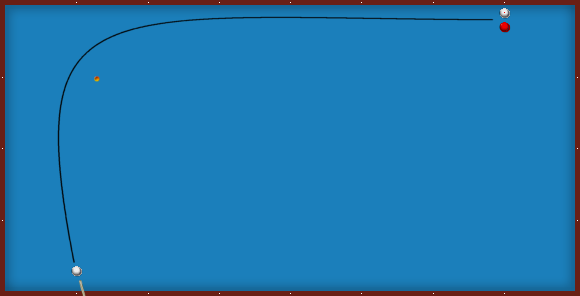
Typowe zagranie massé; biała bila wykonuje skręt o 90°

Massé (termin zapożyczony z języka francuskiego) to charakterystyczne zagranie bilardowe, stosowane głównie w karambolu, ale także w różnych innych odmianach bilarda. Polega ono na tym, że uderzona kijem rozgrywająca biała bila wykonuje nagły skręt o określony kąt (najczęściej o 90°; przy kącie około 35° zagranie takie jest nazywane semi-massé). Zagranie rzadko wykonywane jest w snookerze czy bilardach amerykańskich (np. w ósemce czy dziewiątce), ponieważ jego wykonanie nie daje pewności, że po wykonaniu skrętu biała uderzy we właściwą bilę.
Jest ono jednak bardzo popularne jako popisowe zagranie w tzw. bilardach artystycznych, np. w karambolu, czy w rozmaitych sztuczkach oraz trikach wykonywanych na stole bilardowym. Celowe wykonanie tego zagrania jest jednak bardzo trudne i świadczy o niemałych umiejętnościach gracza je wykonującego.